# Copăcel
Copăcel è un comune della Romania di 2 220 abitanti, ubicato nel distretto di Bihor, nella regione storica della Transilvania.
Il comune è formato dall'unione di 6 villaggi: Bucuroaia, Chijic, Copăcel, Poiana Tășad, Sărand, Surduc.
Di un certo interesse sono due chiese in legno, entrambe dedicate all'Assunzione di Maria (Adormirea Maicii Domnului), una del 1754 nel villaggio di Bucuroaia, l'altra del 1782 nel villaggio di Surduc.